# Джеймі Вінстон
Джеймі Маргарет Вінстон (народилася 6 травня 1985 року) — англійська актриса. Стала відомою, зігравши роль Беккі у фільмі «Дитинство», Келлі в серіалі «Мертвий набір» і «Лорен у небі 1» у ситкомі «Після роботи» .

## Біографія
Вінстон народилась у Камдені, Північний Лондон.  Батько - Рей Вінстона. Має дві сестри: Лоіс - співачка, а іноді й актриса, та Еллі. 
Джеймі виросла в Енфілді, де час від часу відвідувала місцеву державну школу. Пізніше її сім'я переїхала до Ройдона, де Джеймі вже повноцінно відвідувала школу в Харлоу, пізніше продовжила навчання, щоб здобути національний диплом BTEC з виконавського мистецтва на факультеті сценічного мистецтва коледжу Харлоу. Вона навчалася в театральній школі недовго, потім  кинула навчання, щоб продовжити свою акторську кар'єру в фільмах  "Anuvahood" і "Kidulthood".
Заручена з Джеймсом Саклінгом з вересня 2016 року, у стосунках з ним з березня 2015 року. Мають спільну дитину, сина Реймонда Саклінга, який народився в лютому 2016 року.

## Кінокар'єра
Заслуги Джеймі включають фільми "Bullet Boy" (2004), "Daddy's Girl", "Kidulthood" ( 2006) і "Donkey Punch" (2008), телесеріал «Група розслідування вбивств», Totally Frank, Goldplated і Dead Set та короткометражний фільм під назвою "Love Letters". Її взяли в фільм BBC "Phoo Action", але запланований серіал було скасовано, коли зйомки мали початися.
Вінстон співає бек-вокал для групи своєї сестри Лоїс. Як актриса, вона знялася в кліпі на сингл The Streets "When You Wasn't Famous", сингл The Twang "Two Lovers" .  
Як модель на подіумі вона дебютувала у 2008 році для Vivienne Westwood. В 2009 року з'явилася на обкладинці жураналу "Arena" .
Вона дебютувала на сцені в театрі Хемпстед, який відродив фільм «Найшвидший годинник у Всесвіті».
У березні 2010 року її оголосили новим покровителем кінофестивалю Іст-Енді. Вінстон зіграє головну роль у трилері "Stealth Media Group", створеному за мотивами роману "Найнебезпечніша гра" Річарда Конелла.
Навесні 2010 року Джеймі зіграла Аннелі Олдертон у драмі BBC «П'ять дочок». Влітку 2014 року вона знялася в головній ролі Лорен в комедійній драмі Sky 1 "After Hours".

## Фільмографія
| Рік      | Назва                    | Роль          | Директор                   |
| -------- | ------------------------ | ------------- | -------------------------- |
| 2004 рік | Куля Хлопчик             | Наталі        | Сол Дібб                   |
| 2005 рік | Любовний лист            | Трейсі        | Річард Фенвік              |
| 2006 рік | Дитинство                | Беккі         | Менхадж Худа               |
| 2006 рік | Татусина доця            | Ніна          | Діджей Еванс               |
| 2008 рік | Ослячий удар             | Кім           | Оллі Блекберн              |
| 2009 рік | Бугі-вугі                | Елейн         | Дункан Уорд                |
| 2009 рік | Єва                      | Рейчел        | Джек Девіс                 |
| 2010 рік | Зроблено в Дагенхемі     | Сандра        | Найджел Коул               |
| 2011 рік | Anuvahood                | Ясмін         | Адам Дікон і Деніел Толанд |
| 2011 рік | Дикий Білл               | Хелен         | Декстер Флетчер            |
| 2012 рік | Ельфі Хопкінс            | Ельфі Хопкінс | Райан Ендрюс               |
| 2013 рік | uwantme2killhim?         | Рейчел        | Ендрю Дуглас               |
| 2013 рік | Дамська туалетна кімната | Шанель        | MJ Delaney                 |
| 2014 рік | Любов, Розі              | Рубіновий     | Крістіан Діттер            |
| 2017 рік | Остання фотографія       | мати          | Денні Х'юстон              |
| 2018 рік | Tomb Raider              | Памела        | Рев Утауг                  |
| 2018 рік | Сільське господарство    | Лінн          | Адевале Акіннуойе-Агбадже  |
| 2019 рік | Поранений Раєм           | Джанетт       | Грета Белламачина          |

| Рік      | Назва                             | Роль             | Примітки                        |
| -------- | --------------------------------- | ---------------- | ------------------------------- |
| 2005 рік | MIT: Група розслідування вбивства | Ханна            | Епізод No2.4                    |
| 2006 рік | Повністю відвертий                | Ліза             | 2 епізоди                       |
| 2006 рік | Вінсент                           | Джина            | Епізод No2.1                    |
| 2006 рік | Позолочений                       | Лорен            | 8 епізодів                      |
| 2008 рік | Phoo Action                       | Whitey Action    | Режисер: Euros Lyn              |
| 2008 рік | Мертвий набір                     | Келлі            | Епізоди: «Спал», 1.2 – 1.5      |
| 2009 рік | Пуаро Агати Крісті                | Шейла Вебб       | Епізод 12.1: «Годинники»        |
| 2010 рік | П'ять дочок                       | Аннеллі Олдертон | 3 епізоди                       |
| 2010 рік | Мисливці на звірів                | Пандора          | «Архітутій Слімб», «Заражений»  |
| 2012 рік | Справжня любов                    | Стелла           | Епізод: 1.2 «Пол»               |
| 2013 рік | Біжи                              | Тара             | Міні-серіал, епізод: «Кася»     |
| 2013 рік | Божевільні собаки                 | Мерседес         | 3 епізоди                       |
| 2015 рік | Таргани                           | Зола             | 2 епізоди                       |
| 2015 рік | Війна Фойла                       | Віра Стівенс     | Серіал, епізод: «Високий замок» |
| 2015 рік | Після роботи                      | Лорен            | 6 епізодів                      |
| 2017 рік | Бабс                              | Барбара Віндзор  | Біопік                          |
| 2017 рік | Джо Ортон оголився                | Ансамбль Ортона  | Документальна драма BBC Two     |
| 2018 рік | Торвілл і Дін                     | Джанет Собррідж  | Телевізійний фільм              |
| 2020 рік | Голи команди                      | Оповідач         | BBC Три                         |
| 2022 рік | Чотири життя                      | Донна Тейлор     | Епізоди 2 і 3                   |